# Alex Miescher
Alex Miescher (* 4. April 1968 in Grenchen) ist ein ehemaliger Schweizer Sportfunktionär und ehemaliger Leistungssportler. Er war als Offizier Pilot bei der Schweizer Luftwaffe. Von Dezember 2009 bis August 2018 war er Generalsekretär des Schweizerischen Fussballverbandes. 

## Leben
Miescher studierte Volkswirtschaftslehre an der Universität Genf und der Universität Bern. Er wurde auch zum Militärpiloten ausgebildet und war von 1991 bis 2009 Berufsmilitärpilot. Er ist Oberst im Generalstab.
Ab 2005 war er für die FDP 10 Jahre lang Gemeinderat seines Wohnorts Biberist, ab 2009 Fraktionschef. Bei den Schweizer Parlamentswahlen 2011 kandidierte er ohne Erfolg.
Miescher ist verheiratet und hat zwei Kinder.

## Sport
Miescher war fünffacher Schweizer Meister im Kraulschwimmen und Teilnehmer bei Schwimmweltmeisterschaften und Schwimmeuropameisterschaften. Von 1990 bis 1993 leitete er als Captain die Nationalmannschaft des Schweizerischen Schwimmverbands. Er trainierte von 1999 bis 2001 den Schwimmclub Solothurn. Von 2006 bis 2009 war er als Direktor beim Schweizerischen Schwimmverband tätig.
Im August 2009 wurde er zum Generalsekretär des Schweizerischen Fussballverbandes auf den 1. Dezember 2009 berufen, er folgte auf Peter Gilliéron, der zum Präsidenten gewählt wurde. Miescher geriet in dieser Funktion in Kritik, als er nach der Fussball-Weltmeisterschaft 2018 die Abschaffung der Doppelbürgerschaft zur Debatte stellte. Einen Monat später, am 10. August 2018, trat er zurück.